# Симетричний тензор
Тензор називається симетричним за двома індексами i і j, якщо він не змінюється при перестановці цих двох індексів:
{\displaystyle T_{ij\dots }=T_{ji\dots }}
Якщо ж тензор не змінюється при перестановці будь-якої пари своїх індексів, то він називаються абсолютно симетричним.
Для будь-якого тензора U, з компонентами {\displaystyle U_{ij\dots }}, можна побудувати симетричний і антисиметричний тензор за правилом:
{\displaystyle U_{(ij)\dots }={\frac {1}{2}}(U_{ij\dots }+U_{ji\dots })} (симетрична частина),
{\displaystyle U_{[ij]\dots }={\frac {1}{2}}(U_{ij\dots }-U_{ji\dots })} (антисиметрична частина).